# Ordnat par
Ett ordnat par (a, b) är två objekt uppfattade som en helhet och där ordningen dem emellan har betydelse, (a, b) ≠ (b, a) om a ≠ b. Ett ordnat par är alltså inte samma sak som en mängd av två objekt eftersom det hos mängder inte spelar någon roll i vilken ordning man räknar upp objekten. Ofta säger man bara "par" i stället för "ordnat par". Analogt med "par" finns begreppen trippel, kvadrupel etc för sekvenser av tre respektive fyra objekt. En mer generell term är n-tippel (eller n-tupel) för en följd av n stycken objekt, och ett ännu generellare begrepp är familj.

## Mängdteoretiska konstruktioner
Den definierade egenskapen hos ordnade par att 
{\displaystyle (a_{1},b_{1})=(a_{2},b_{2})~{\text{om och endast om}}~a_{1}=a_{2}~{\text{och}}~b_{1}=b_{2}.\,}
Utgående från mängdteori kan man göra flera olika konstruktioner av ordnade par som uppfyller denna egenskap.

### Kuratowskis definition
Den idag vanligast förekommande definitionen av ett ordnat par {\displaystyle (a,b)} föreslogs av Kazimierz Kuratowski och är:
{\displaystyle (a,b)=\{\{a\},\{a,b\}\}\,}

### Wieners definition
Norbert Wiener föreslog 1914 den första mängdteoretiska definitionen av ett ordnat par:
{\displaystyle (a,b)=\{\{\{a\},\varnothing \},\{\{b\}\}\}}

### Hausdorffs definition
Ungefär samtidigt som Wiener föreslog Felix Hausdorff definitionen
{\displaystyle (a,b)=\{\{a,1\},\{b,2\}\}\,}
där 1 och 2 är distinkta objekt skilda från a och b.